# Rebatedor designado
Um rebatedor designado (em inglês: designated hitter, sigla DH) é uma posição oficial adotado pela Liga Americana da MLB em 1973; nessa liga, as equipes são permitidas a utilizar um jogador especialista para golpear no lugar do arremessador. Desde então, a maioria das ligas menores adotaram uma regra similar, mas a Liga Nacional não tem. Durante os jogos de Jogos Interligas, as regras da liga da equipe mandante aplica-se a ambas as equipes.